# 王晊
王晊（?—?），唐朝初年太子（李建成）率更丞。
王晊被秦王李世民收買。當時，突厥入侵，唐高祖派李元吉率領秦王府的將領出征。在武德九年（626年）六月，他偷偷到秦王面前，告密太子李建成和齊王李元吉計劃。说李建成打算与秦王在昆明池为李元吉饯行，让勇士刺杀秦王，上奏父親李淵说秦王暴病身亡，讓皇帝把国事托给太子。讓李元吉把尉迟敬德悉数活埋。此事之後，李世民發動了玄武門之變。